# Alexander Nübel
Alexander Nübel (sinh ngày 30 tháng 9 năm 1996) là một cầu thủ bóng đá chuyên nghiệp người Đức thi đấu ở vị trí thủ môn cho câu lạc bộ VfB Stuttgart tại Giải bóng đá vô địch quốc gia Đức, theo dạng cho mượn từ Bayern München và đội tuyển quốc gia Đức.

## Sự nghiệp câu lạc bộ

### Schalke 04
Vào ngày 14 tháng 5 năm 2016, Nübel có trận ra mắt Bundesliga trước TSG Hoffenheim khi anh vào sân thay Ralf Fährmann sau 90 phút.

#### 2018–20: Đột phá và mang băng thủ quân
Nübel bắt đầu mùa giải với tư cách là thủ môn dự bị của Schalke cho Ralf Fährmann. Vào ngày 24 tháng 10 năm 2018, anh có trận ra mắt Champions League cho Schalke trong trận hòa 0–0 trước Galatasaray.
Sau kỳ nghỉ đông, huấn luyện viên trưởng của Schalke, Domenico Tedesco, đã bỏ chọn Nübel làm thủ môn số một của câu lạc bộ.  Vào ngày 2 tháng 2 năm 2019, Nübel đã bị phạt thẻ đỏ trực tiếp trong trận đấu với Borussia Mönchengladbach và bị treo giò trong hai trận đấu tiếp theo của câu lạc bộ tại Bundesliga.  Nübel bắt chính trong mọi trận đấu cho Schalke sau khi anh được chọn làm thủ môn số một của đội, ngoại trừ hai trận đấu anh bị treo giò.
Vào ngày 6 tháng 8 năm 2019, Nübel đã được huấn luyện viên trưởng David Wagner của Schalke chọn làm đội trưởng mới của câu lạc bộ.  Nübel bước vào mùa giải khi chỉ còn một năm hợp đồng với Schalke. Vào ngày 22 tháng 12 năm 2019, Schalke tiết lộ rằng Nübel đã thông báo với câu lạc bộ rằng anh ấy sẽ không gia hạn hợp đồng.  Vào ngày 4 tháng 1 năm 2020, Nübel đồng ý gia nhập Bayern München theo dạng chuyển nhượng tự do vào cuối mùa giải.  Sau đó anh trao băng đội trưởng cho Omar Mascarell.

### FC Bayern München
Nübel gia nhập Bayern Munich vào ngày 30 tháng 6 năm 2020.  Alexander Nübel có trận ra mắt cho Bayern ở vòng đầu tiên của DFB-Pokal vào ngày 15 tháng 10 năm 2020, câu lạc bộ của anh đánh bại đội bóng hạng 5 1. FC Düren với tỷ số 3–0.  Vào ngày 1 tháng 12 năm 2020, anh có trận ra mắt Champions League cho Bayern München trong trận hòa 1-1 trước Atlético de Madrid.

### Cho mượn ở Monaco
Ngày 27 tháng 6 năm 2021, Nübel được cho mượn ở Monaco trong vòng hai mùa giải với việc Bayern có thể rút ngắn thời gian cho mượn xuống một mùa giải.

## Thống kê sự nghiệp

### Câu lạc bộ
Tính đến ngày 24 tháng 5 năm 2025
| Câu lạc bộ           | Mùa giải            | Giải đấu            | Giải đấu | Giải đấu | Cúp quốc gia | Cúp quốc gia | Châu Âu | Châu Âu | Khác | Khác | Tổng cộng | Tổng cộng |
| Câu lạc bộ           | Mùa giải            | Giải VĐQG           | Trận     | Bàn      | Trận         | Bàn          | Trận    | Bàn     | Trận | Bàn  | Trận      | Bàn       |
| -------------------- | ------------------- | ------------------- | -------- | -------- | ------------ | ------------ | ------- | ------- | ---- | ---- | --------- | --------- |
| Schalke 04 II        | 2015–16             | Regionalliga West   | 13       | 0        | –            | –            | —       | —       | —    | —    | 13        | 0         |
| Schalke 04 II        | 2016–17             | Regionalliga West   | 10       | 0        | —            | —            | —       | —       | —    | —    | 10        | 0         |
| Schalke 04 II        | 2017–18             | Oberliga Westfalen  | 1        | 0        | —            | —            | —       | —       | —    | —    | 1         | 0         |
| Schalke 04 II        | Tổng cộng           | Tổng cộng           | 24       | 0        | 0            | 0            | 0       | 0       | 0    | 0    | 24        | 0         |
| Schalke 04           | 2015–16             | Bundesliga          | 1        | 0        | 0            | 0            | 0       | 0       | —    | —    | 1         | 0         |
| Schalke 04           | 2016–17             | Bundesliga          | 0        | 0        | 0            | 0            | 0       | 0       | —    | —    | 0         | 0         |
| Schalke 04           | 2017–18             | Bundesliga          | 1        | 0        | 0            | 0            | —       | —       | —    | —    | 1         | 0         |
| Schalke 04           | 2018–19             | Bundesliga          | 18       | 0        | 2            | 0            | 2       | 0       | —    | —    | 22        | 0         |
| Schalke 04           | 2019–20             | Bundesliga          | 26       | 0        | 3            | 0            | —       | —       | —    | —    | 29        | 0         |
| Schalke 04           | Tổng cộng           | Tổng cộng           | 46       | 0        | 5            | 0            | 2       | 0       | 0    | 0    | 53        | 0         |
| Bayern Munich        | 2020–21             | Bundesliga          | 1        | 0        | 1            | 0            | 2       | 0       | 0    | 0    | 4         | 0         |
| Monaco (mượn)        | 2021–22             | Ligue 1             | 38       | 0        | 1            | 0            | 10      | 0       | —    | —    | 49        | 0         |
| Monaco (mượn)        | 2022–23             | Ligue 1             | 38       | 0        | 0            | 0            | 10      | 0       | —    | —    | 48        | 0         |
| Monaco (mượn)        | Tổng cộng           | Tổng cộng           | 76       | 0        | 1            | 0            | 20      | 0       | 0    | 0    | 97        | 0         |
| VfB Stuttgart (mượn) | 2023–24             | Bundesliga          | 30       | 0        | 4            | 0            | —       | —       | —    | —    | 34        | 0         |
| VfB Stuttgart (mượn) | 2024–25             | Bundesliga          | 34       | 0        | 4            | 0            | 7       | 0       | 1    | 0    | 46        | 0         |
| VfB Stuttgart (mượn) | Tổng cộng           | Tổng cộng           | 64       | 0        | 8            | 0            | 7       | 0       | 1    | 0    | 80        | 0         |
| Tổng cộng sự nghiệp  | Tổng cộng sự nghiệp | Tổng cộng sự nghiệp | 211      | 0        | 15           | 0            | 31      | 0       | 1    | 0    | 258       | 0         |

1. 1 2 3  Số lần ra sân tại UEFA Champions League
2. ↑  Ba lần ra sân tại UEFA Champions League, bảy lần ra sân tại UEFA Europa League
3. ↑  Hai lần ra sân tại UEFA Champions League, tám lần ra sân tại UEFA Europa League
4. ↑  Ra sân tại DFL-Supercup

### Quốc tế
Tính đến 19 tháng 11 năm 2024
| Đội tuyển quốc gia | Năm       | Trận | Bàn |
| ------------------ | --------- | ---- | --- |
| Đức                | 2024      | 2    | 0   |
| Tổng cộng          | Tổng cộng | 2    | 0   |

## Danh hiệu
Bayern Munich
- Bundesliga: 2020–21[7]
- DFL-Supercup: 2020[8]
- UEFA Super Cup: 2020[9]
- FIFA Club World Cup: 2020[10]

VfB Stuttgart
- DFB-Pokal: 2024–25[11]